# Višja vojaška akademija Poveljniško-štabna akademija Jugoslovanske ljudske armade
Višja vojaška akademija JLA (srbohrvaško: Viša vojna akademija) je bila vojaška akademija, ki je delovala v sestavi Jugoslovanske ljudske armade.

## Zgodovina
Ustanovljena je bila leta 1948 z namenom usposobiti častnike za vodenje in poveljevanje enot moči bataljona, brigade, divizije ter za opravljanje drugih nalog na tem nivoju. Ob ustanovitvi je imela 6 univerz/akademij in operativno šolo.
Leta 1951 je bila akademija reorganizirana: vojaška, obveščevalna, artilerijska, intendantska in komunikacijska univerza so se združile v Šolo taktike, hkrati pa so ustanovili Višjo vojaško intendatsko akademijo.
Leta 1964 se je preimenovala v Višjo vojaško akademijo Kopenske vojske JLA.